# Верджиния (Ирландия)
Верджиния (англ. Virginia; ирл. Achadhan Iúir, «поле у развилки реки») — (переписной) посёлок в Ирландии, находится в графстве Каван (провинция Ольстер).
Поселение выигрывало Irish Tidy Towns Competition в 1964 и 1965 годах.

## Демография
Население — 1734 человека (по переписи 2006 года). В 2002 году население составляло 1093.
Данные переписи 2006 года:
| Общие демографические показатели |               |                               |                               |      |      |
| Всё население                    | Всё население | Изменения населения 2002—2006 | Изменения населения 2002—2006 | 2006 | 2006 |
| 2002                             | 2006          | чел.                          | %                             | муж. | жен. |
| 1093                             | 1734          | 641                           | 58,6                          | 875  | 859  |

В нижеприводимых таблицах сумма всех ответов (столбец «сумма»), как правило, меньше общего населения населённого пункта (столбец «2006»).
| Религия (Тема 2 — 5 : Число людей по религиям, 2006) |             |                |             |            |       |      |
| Католики, чел.                                       | Католики, % | Другая религия | Без религии | не указано | сумма | 2006 |
| 1461                                                 | 84,3        | 180            | 69          | 24         | 1734  | 1734 |

| Этно-расовый состав (Этничность. Тема 2 — 3 : Постоянное население по этническому или культурному происхождению, 2006) |            |              |       |        |        |            |       |       |
| Белые ирландцы | Лухт-шулта | Другие белые | Негры | Азиаты | Другие | Не указано | сумма | 2006  |
| 1390 | 5          | 215          | 15    | 12     | 35     | 24         | 1696  | 1734  |
| Доля от всех отвечавших на вопрос, %                                                                                   |            |              |       |        |        |            |       |       |
| 82,0 | 0,3        | 12,7         | 0,9   | 0,7    | 2,1    | 1,4        | 100   | 97,81 |

1 — доля отвечавших на вопрос о языке от всего населения.
| Владение ирландским языком (Тема 3 — 1 : Число людей от 3 лет и старше по способности говорить по-ирландски, 2006) |      |            |       |       |
| Владеете ли Вы ирландским языком?                                                                                  |      |            |       |       |
| Да | Нет  | Не указано | сумма | 2006  |
| 581 | 1038 | 29         | 1648  | 1734  |
| Доля от всех отвечавших на вопрос о языке, %                                                                       |      |            |       |       |
| 35,3 | 63,0 | 1,8        | 100   | 95,01 |

1 — доля отвечавших на вопрос о языке от всего населения.
| Использование ирландского языка (Тема 3 — 2 : Говорящие по-ирландски от 3 лет и старше по частоте использования ирландского языка, 2006) |                                                            |                                               |                                               |                                               |                                               |                                               |       |                                     |      |
| Как часто и где Вы говорите по-ирландски?                                                                                                |                                                            |                                               |                                               |                                               |                                               |                                               |       |                                     |      |
| ежедневно, только в образовательных учреждениях                                                                                          | ежедневно, как в образовательных учреждениях, так и вне их | в других местах (вне образовательной системы) | в других местах (вне образовательной системы) | в других местах (вне образовательной системы) | в других местах (вне образовательной системы) | в других местах (вне образовательной системы) | сумма | всего, отвечавших на вопрос о языке | 2006 |
| ежедневно, только в образовательных учреждениях                                                                                          | ежедневно, как в образовательных учреждениях, так и вне их | ежедневно                                     | каждую неделю                                 | реже                                          | никогда                                       | не указано                                    | сумма | всего, отвечавших на вопрос о языке | 2006 |
| 146 | 11                                                         | 14                                            | 24                                            | 207                                           | 173                                           | 6                                             | 581   | 1648                                | 1734 |
| Доля от всех отвечавших на вопрос о языке, %                                                                                             |                                                            |                                               |                                               |                                               |                                               |                                               |       |                                     |      |
| 8,9 | 0,7                                                        | 0,8                                           | 1,5                                           | 12,6                                          | 10,5                                          | 0,4                                           | 35,3  | 100                                 |      |

| Типы частных жилищ (Тема 6 — 1(a) : Число частных домовладений по типу размещения, 2006) |          |         |                 |            |       |      |
| Отдельный дом                                                                            | Квартира | Комната | Переносные дома | не указано | сумма | 2006 |
| 601                                                                                      | 51       | 3       | 1               | 11         | 667   | 1734 |